# Public limited company
Public limited company, forkortet PLC – kan også være benævnt Public company limited, forkortet Pcl – er en betegnelse i visse landet for et aktieselskab, der er noteret på en børs, hvor aktierne, eller en væsentlig del af aktierne, handles offentligt. Oversat betyder det "offentligt limiteret selskab", eller "offentligt selskab med begrænset ansvar".
Betegnelsen PLC kendes primært fra Storbritannien og Republikken Irland samt Commonwealth of Nations. Plc-forkortelsen anvendes i for eksempel Thailand. I USA bruges betegnelsen publicly traded company, mens Frankrig anvender betegnelsen Société Anonyme (dansk: "anonymt selskab", forstået som anonyme ejere), forkortet som S.A. eller blot SA. Forkortelsen S.A. anvendes i flere romansk-sprogede lande.
| Erhverv og erhvervsliv | Spire Denne artikel om erhverv, erhvervsliv og arbejdsmarked er en spire som bør udbygges. Du er velkommen til at hjælpe Wikipedia ved at udvide den. |